# Europees kampioenschap backgammon
Het Europees kampioenschap backgammon vindt plaats onder de auspiciën van de Worldwide Backgammon Federation. Backgammon is een eeuwenoud bordspel voor twee tegenstanders, die hun speelschijven zo snel mogelijk naar het laatste kwart van het bord willen brengen om ze daarna uit het spel te nemen, waarbij het eindpunt van de een het beginpunt van de ander is. Dobbelstenen brengen een toevalselement in, maar strategie speelt ook een rol. Het is een van de oudst bekende spelen ter wereld en er worden ook wereldkampioenschappen in gehouden.
- R Simpson. Covering the European Backgammon Championship, 26 maart 2025.